# عزرا صهيون ميلاميد
الحاخام عزرا صهيون ميلاميد ( (بالعبرية: עזרא ציון מלמד‏) (22 نوفمبر 1903  - 9 مارس 1994 ) كان عالمًا إسرائيليًا في الكتاب المقدس والتلمود، ومؤلف معجم للغة الآرامية. 
ولد في شيراز ببلاد فارس عام 1903.  وحصل على جائزة إسرائيل عام 1987 لعمله في تفسير الكتاب المقدس والأدب الحاخامي.  وكان حاخامًا للجالية اليهودية الفارسية في القدس، خلفًا والده. 

## أعماله
- معجم إسبرانتو عبري - القدس - 1927
- معجم آرامي عبري إنجليزي للتلمود البابلي - دار نشر فيلدهايم - 2005